# Förthen
Förthen ist ein Ortsteil der Stadt Zeulenroda-Triebes im Landkreis Greiz in Thüringen.

## Geografie
In der Nähe der Vorsperre Zeulenroda/Riedelmühle zum Stausee Zeulenroda befindet sich der Ortsteil Förthen an der nördlichen Grenze des Südostthüringer Schiefergebirges in einem kupierten Gelände. Die Kreisstraßen 314 und 508 verbinden den Ortsteil mit der Kernstadt und dem Umland. Die Bundesstraße 94 ist östlich nach einigen Kilometern zu erreichen.

## Geschichte
Die urkundliche Ersterwähnung des sorbischen Rundlingdorfes Förthen(1750 Verde, 1824 Förtha) erfolgte 1484/85. Völlig im Unklaren ist die Existenz dieser Exklave-hierum ranken sich nur Sagen und Geschichten. Wahrscheinlich ist dies auf die vogtländischen Kriege 1356 zurückzuführen-es gibt aber bisher keine Belege. Förthen wurde früher Klosterdorf genannt. Eine Zugehörigkeit zu den Klöstern der Umgebung ist nicht nachweisbar(Cronschwitz, Mildenfuth, Saalburg).Es gehörte bis 1713 zum Stift Naumburg und wurde für 2000 Gulden an den Obristlieutenant Röder zu Pöhl veräußert. 1716 übernimmt der Amtsverwalter Barthel aus Weida F.. 1718 -nach dem Tode des Herzogs wurde er aber wieder entsetzt.  Das Dorf gehörte zur Sekundogenitur Sachsen-Zeitz, danach bis 1918 zum Hzgt. Sachsen Weimar-Eisenach. Die Förthener Fritschenmühle, die durch die Gülde getrieben wurde, hat man 1635 mittels eines Lehnbriefes urkundlich erstmals nachgewiesen. Mehrere ermittelte Besitzer bewirtschafteten im Laufe der Zeit das Anwesen. Das Ende des Mahlbetriebes war im Jahre 1958. Die Gebäude wurden noch einmal hergerichtet und verputzt. Die Familie verdiente ihren Lebensunterhalt mit der Landwirtschaft. Nach dem Ableben der alten Müllersleute verkaufte die Erbin 1987 das Anwesen der LPG Pahren. Ein geplantes Ferienobjekt zerschlug sich und der Verfall des Mühlengebäudes begann. 1990 gab es einen Käufer, der mit seiner Familie Mühle und Landwirtschaft Schritt für Schritt umfunktionierte und heute landwirtschaftliche Produkte frisch vom Lande verkauft. 1822 lebten hier 91 Einwohner in 18 Häusern. Das Dorf galt als der entlegenste und südlichste Ort des Amtes Weida und war unmittelbares Amtsdorf. Eingepfarrt nach Förthen war Läwitz. Die Kirche selbst war ein Filial des reußischen (j.L.) Dorfes Göschitz. Die Kinder gingen nach Göschitz und Läwitz (bis 1918) in die Schule. Der Ortsteil war und ist landwirtschaftlich geprägt und kann durch seine natürliche Lage den Tourismus unterstützen. Es gibt hier eine Pension. Die Saalkirche, die Terrassenteiche und ein Wintergartenrestaurant sind Beispiele des schönen Umfeldes. Von 1815 bis 1918 gehörte Förthen als Exklave zum Neustädter Kreis in Sachsen-Weimar-Eisenach. Die Kirche betreute auch den Nachbarort Läwitz mit. Am 1. Mai 1994 wurde das Dorf nach Zeulenroda eingemeindet.

## Persönlichkeiten
Johann Gottlieb Körner, der Großvater der Flugzeupioniere Gebrüder Wright, wurde am 16. Februar 1791 in Förthen geboren.